# Bayezid II
Bayezid II of Bajezid II  (Dimetoka, thans Didymoteicho, Thracië, 3 december 1447 - nabij Dimetoka, 26 mei 1512) was sultan van het Ottomaanse Rijk van 1481 tot 1512. Hij was de achtste Osmaanse sultan. Zijn naam is in het Arabisch schrift: بايزيد الثاني.

## Levensloop
Bayezids vader was sultan Mehmet II de Veroveraar, die Constantinopel had ingenomen op de Byzantijnen. Mehmet II stelde Bayezid aan als gouverneur van de provincies Sivas, Tokat en Amasya, wat in de eerste eeuwen van het Ottomaanse Rijk gebruikelijk was voor prinsen.
Na zijn vaders dood vochten Bayezid en zijn jongere broer Cem om de opvolging. Bayezid arriveerde eerder in Constantinopel na de dood van zijn vader, blijkbaar omdat de bode die het bericht van overlijden naar Cem moest sturen nooit aankwam. Op 21 mei 1481 werd hij officieel tot sultan verklaard. Cem veroverde daarop de stad Inegöl. Bayezid stuurde zijn leger uit onder leiding van grootvizier Ayas Paşa om zijn broer te doden, maar Cem won de veldslag en verklaarde zichzelf sultan van Anatolië te Bursa. Hij was erop uit het Rijk te splitsen waarbij Bayezid het Europese deel zou houden. Bayezid wees zijn voorstel van de hand en trok ten strijde. Bij Yenişehir wist hij Cem te verslaan, waarop die naar de onder Mamluks gezag staande stad Caïro vluchtte. Bayezid schreef zijn broer een brief waarin hij hem een miljoen akçes aanbood als hij van zijn aanspraak op de troon afzag. Cem wees dit af en het volgende jaar belegerde hij Konya, maar moest zich terugtrekken naar Ankara. Het zag er slecht voor hem uit, maar hij kon vluchten naar de ridders van de Maltezer Orde op Rodos. De ridders bedrogen hem en namen hem gevangen, om hem uit te leveren aan de paus, Innocentius VIII. Cem stierf in 1495 in gevangenschap.
Tijdens Bayezids regeringsperiode volgde de ene militaire campagne op de andere. In Oost-Anatolië had hij te maken met opstanden van de kizilbaş, een sjiitische sekte die gesteund werd door Ismail I, de sjah van Perzië. Ook probeerde hij Morea te veroveren op de Venetianen, wat in 1501 uiteindelijk lukte.
Bayezid stuurde na de val van Granada in 1492 de Ottomaanse vloot naar Spanje om moslims en joden te helpen om aan de inquisitie te ontkomen.
Op 14 september 1509 werd Constantinopel getroffen door een zware aardbeving. In de laatste jaren van zijn regering ontstond een burgeroorlog tussen zijn zonen Ahmet en Selim, die elkaar de macht niet gunden. Toen Selim Ahmet verslagen had, liet hij zijn vader troonsafstand doen. Bayezid wilde daarop zijn laatste jaren doorbrengen in zijn geboorteplaats Dimetoka, maar onderweg daarnaartoe stierf hij al. Soms wordt aangenomen dat Selim zijn vader heeft laten vergiftigen. Bayezid II ligt begraven in de Bayezid-moskee in Istanboel.

## Kunsten
Onder zijn bewind beleefde de Ottomaanse kalligrafie een eerste hoogtijd. In zijn gevolg was de beroemde kalligraaf sjeik Hamdullah (gestorven 1526) werkzaam.